# Death from Above 1979
I Death from Above, noti anche come Death from Above 1979, sono un duo dance punk di Toronto. I componenti sono Jesse F. Keeler al basso, sintetizzatore e voce d'accompagnamento e Sebastien Grainger alla voce principale e alla batteria. Senza un chitarrista, la band suona un dance punk influenzato dal metal. Il gruppo è stato sotto contratto con Last Gang Records in Canada, Vice Recordings negli USA e 679 Recordings nel Regno Unito.

## Storia

### Gli inizi
Sebbene Jesse F. Keeler e Sebastien Grainger affermarono di essersi conosciuti dopo un concerto dei Sonic Youth, in successive interviste i due hanno scherzosamente presentato diverse versioni dei fatti: dicono di essersi incontrati in prigione, in una nave pirata, in un bar di frequentazione omosessuale.
Il carattere giocoso e divertente ha sempre avuto un ruolo fondamentale nella band, soprattutto agli inizi, quando suonavano nella cantina dei genitori di Grainger facendo un tale fracasso da "far cadere la porcellana dagli scaffali al piano di sopra" .

### Le noie legali per il nome ed il primo EP Heads Up
La band si chiamava inizialmente Death from Above, nome con cui pubblicarono il loro EP promozionale omonimo. Il duo cambiò il proprio nome dopo una battaglia legale con l'etichetta dance di New York DFA Records.
L'aggiunta nel nome dell'anno 1979, apparentemente arbitraria, fu in realtà una scelta intenzionale di Grainger, che spiega:
(Sebastien Grainger)
Il primo EP vero e proprio della band fu Heads Up uscito nel 2002 e contenente 6 tracce. Il disco è caratterizzato da un suono grezzo dove si possono già apprezzare quelle che sono le componenti chiave dello stile della band: riff di basso molto pesanti e voce tagliente.

### You're A Woman, I'm A Machine
Nel 2004 uscì il loro primo album intitolato You're A Woman, I'm A Machine;  il nuovo lavoro conserva lo stile del precedente EP Heads Up ma lo rende più studiato, anche nei testi, a volte più maturi. Il tutto è però contraddistinto da una gran voglia di "spaccare", con riff pesanti ma assolutamente ballabili.
Il successo fu contenuto ma non avaro di soddisfazioni: nel 2005 il video di Blood On Our Hands ha vinto un VideoFACT award ai MuchMusic Video Awards.
Inoltre il gruppo ha suonato Romantic Rights al Late Night with Conan O'Brien, con Grainger alla batteria nella prima metà della canzone e Max Weinberg nella seconda.

### Scioglimento del 2006
Il 3 agosto 2006 la band si sciolse ufficialmente. Jesse F. Keeler scrisse il seguente messaggio sul forum ufficiale della band:
(Jesse F. Keeler)
Il 4 agosto 2006 Keeler ha annunciato lo scioglimento della band sul sito ufficiale.
Nel programma di MuchMusic The New Music, Keeler ha spiegato meglio i motivi dello scioglimento, dichiarando che la band si è divisa a causa delle idee differenti del suo compagno Grainger in molti campi, tra cui lo stile musicale.

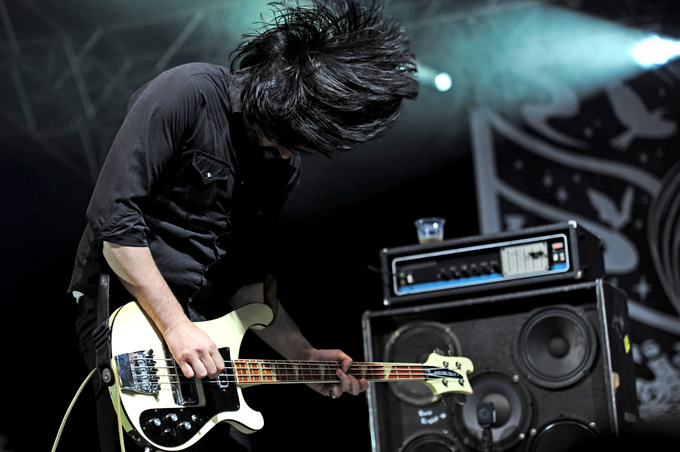
Keeler al basso durante un concerto

### Reunion del 2011
Nel 2011 i Death From Above 1979 si riuniscono per il Coachella Festival.
Il 4 febbraio dello stesso anno Sebastien Grainger ha annunciato ufficialmente, sul sito della band, che la band si stava riformando.
La band eseguì una nuova canzone durante l'esibizione all'Edgefest di Toronto del 14 luglio 2012. Il 18 settembre 2012, venne annunciato un tour canadese; la band ha rivelato inoltre di aver scritto nuove canzoni, precisando la necessità di eseguirle dal vivo per renderle migliori .

### Il ritorno in studio: The Physical World

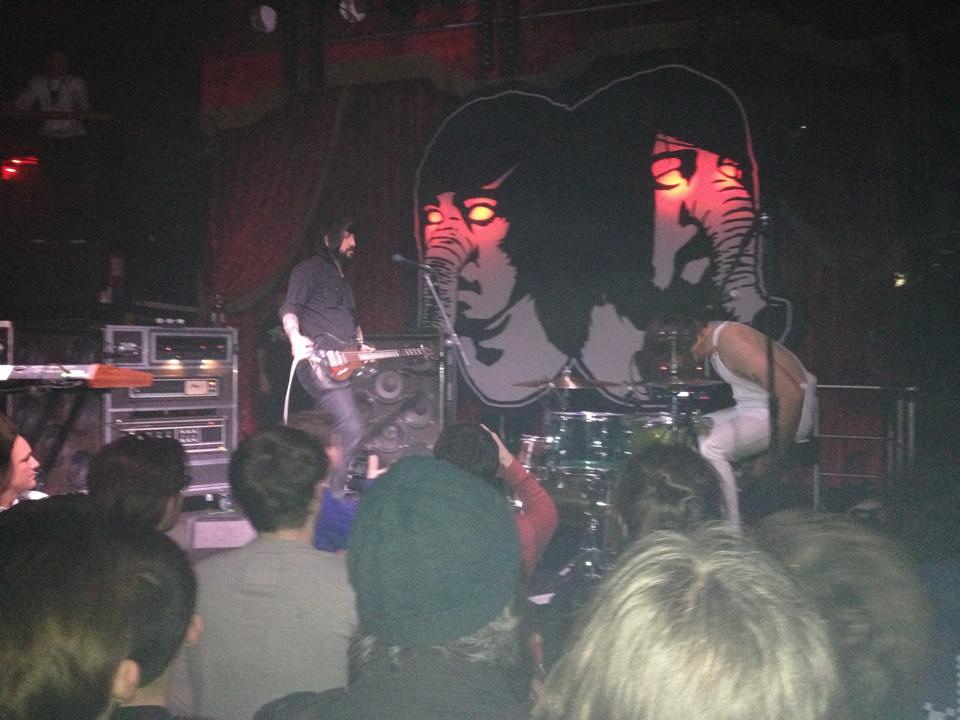
Live a Dublino nel 2015

L'11 luglio 2013 la band, dopo aver annullato alcuni spettacoli europei a causa di una "emergenza sanitaria", ha confermato sulla propria pagina Facebook che un nuovo disco è in arrivo. Durante l'estate 2013 il duo ha suonato al Wakestock Music Festival in Ontario nel mese di agosto 2013 e al Rifflandia a Victoria, nel settembre 2013.
Il 9 settembre 2014 è uscito il nuovo album del gruppo intitolato The Physical World, preceduto dai singoli Trainwreck 1979 e Government Trash. Il 10 settembre il duo canadese si è esibito live al popolare show televisivo statunitense David Letterman Show .
Il 22 Aprile 2016, la band ha rilasciato l'album live  "Live At Third Man Records"  registrato nel  2015 al Jack White's Third Man Records headquarters a Nashville.

### Nuovo nome e nuovo album: Outrage! Is Now
Nel giugno del 2017 la band ha cambiato ufficialmente il proprio nome in Death from Above, tuttavia sui social media continuerà ad utilizzare il vecchio nome Death from Above 1979. Lo stesso giorno il gruppo pubblica un nuovo singolo intitolato Freeze Me. Il 15 agosto 2017 la band ha presentato un nuovo singolo, Never swim Alone, e ha annunciato la pubblicazione di un nuovo album, Outrage! Is Now per l'8 settembre.

## Discografia

### Album studio
- 2004 - You're a Woman, I'm a Machine
- 2014 - The Physical World
- 2017 - Outrage! Is Now

### EP
- 2002 - Heads Up
- 2004 - Romantic Rights EP
- 2005 - Live Session
- 2021 - Is 4 Lovers

### Raccolte
- 2005 - Romance Bloody Romance: Remixes & B-Sides

### Album dal vivo
- 2016 - Live At Third Man Records

### Singoli
- 2004 - Romantic Rights
- 2005 - Blood on Our Hands
- 2005 - Black History Month
- 2014 - Trainwreck 1979
- 2014 - Government Trash
- 2015 - Virgins
- 2017 - Freeze Me

## Videografia
- Romantic Rights
- Blood on Our Hands
- Black History Month
- Pull Out
- Sexy Results (MSTRKRFT Edition)
- Trainwreck 1979
- Virgins
- White is Red
- Freeze Me
- Never Swim Alone

## Disseminazioni
- La band italiana The Bloody Beetroots ha inserito nell'album Romborama del 2009 la canzone "Fucked from Above 1985", palese tributo alla band canadese
- La band indie rock/elettronica brasiliana Cansei de Ser Sexy ha pubblicato un singolo dal titolo Let's Make Love and Listen to Death From Above[13].
- Romantic Rights è stata usata come sigla di apertura degli show The Hour e Human Giant e del videogame SSX on Tour[14].
- Black History Month è stata inclusa nel videogame Project Gotham Racing 3[15].
- Little Girl è stata inclusa nei videogame Major League Baseball 2K7 e Tony Hawk's American Wasteland[16][17].
- Remix di Romantic Rights e Blood On Our Hands sono presenti nel videogioco MotorStorm: Pacific Rift[18].
- Una versione di Romantic Rights (Marczech Makuziak Remix) è presente nel videogame Tourist Trophy.